# Dr. Slippery
Dr. Slippery (Originaltitel: Fortysomething) ist eine britische Miniserie rund um den Arzt Dr. Paul Slippery, die 2003 auf ITV ausgestrahlt wurde. Die deutsche Erstausstrahlung lief im Januar und Februar 2008 auf dem Sender Comedy Central.

## Handlung
Dr. Paul Slippery, ein Arzt Mitte Vierzig, hat mit den schleichenden Symptomen seiner Midlife Crisis gehörig zu kämpfen. Im Kreise seiner Familie, Ehefrau Estelle und den drei Söhnen Rory, Daniel und Edwin, wird Paul der drohende Verfall seiner jugendlichen Vitalität bewusst. Pauls tägliches Leben wird zu einer einzigen Krise. So reagiert er z. B. völlig verstört auf die junge Begleiterin in den Dreißigern seines „Fiftysomething“-Freundes, ist irritiert von den „Frauengeschichten“ und dem pubertären Alltag seines Nachwuchses. Seine Söhne mit ihrem ausgeprägten Sexualleben und einer Vielzahl von Freundinnen lassen Paul die eigene Misere, sein unausgeglichenes Sexualleben deutlich werden. Zwischen ihm und seiner Frau Estelle kriselt es und er kann sich nicht mehr an den letzten gemeinsamen Sex erinnern. So wundert es nicht, dass Paul von der Vorstellung besessen ist, seine Frau könnte ihn betrügen. Bestärkt wird er in seinem Wahn, als sein überdrehter Kollege Dr. Ronnie Pilfrey nicht davor zurückschreckt, Estelle ganz offensichtlich Avancen zu machen. Als Estelle dann schließlich auch wieder beginnt zu arbeiten, versucht Paul verzweifelt die Ordnung seines Lebens wiederherzustellen.

## Episoden
1. Fragen über Fragen
2. Nebenwirkungen
3. Hormonkoller
4. Liebestropfen
5. Alle gegen einen
6. Hypnotisiert

## Synchronisation
| Rolle              | Synchronsprecher     |
| ------------------ | -------------------- |
| Dr. Paul Slippery  | Klaus-Dieter Klebsch |
| Estelle Slippery   | Rita Engelmann       |
| Rory Slippery      | Tim Knauer           |
| Laura Proek        | Katharina von Keller |
| Edwin Slippery     | Till Völger          |
| Dr. Ronnie Pilfrey | Robert Missler       |